# Pulacayo
Pulacayo ist eine Minensiedlung im Departamento Potosí im Hochland des südamerikanischen Andenstaates Bolivien.

## Geographie
Pulacayo ist der zentrale Ort des Kanton Pulacayo im Municipio Uyuni in der Provinz Antonio Quijarro. 
Die Siedlung liegt auf einer Höhe von 4126 m an dem Hang eines Berges auf dem Altiplano. Sie liegt im südwestlichen Bolivien zwischen der Cordillera de Chichas im Nordosten und dem Salzsee Salar de Uyuni im Westen.
Die mittlere Durchschnittstemperatur der Region liegt bei etwa 9 °C (siehe Klimadiagramm Uyuni), die monatlichen Durchschnittstemperaturen schwanken zwischen 5 °C im Juli und gut 11 °C von November bis März. Der Jahresniederschlag beträgt nur etwa 140 mm, bei einer ausgeprägten Trockenzeit von April bis November mit Monatsniederschlägen unter 10 mm, nennenswerter Niederschlag fällt nur in den Monaten Januar und Februar mit Monatswerten von etwa 40 mm.

## Geschichte und Bergbau
Das Bergbaugebiet rund um die Pulacayo-Mine (auch Huanchaca-Mine) in Huanchaca liegt etwa 20 Kilometer ostnordöstlich der Stadt Uyuni in einer Höhe von 4103 m.

Die Mineralvorkommen wurden 1833 entdeckt. Im 19. Jahrhundert war die Mine Pulacayo die zweitgrößte Silbermine in Bolivien und erreichte bis in die 1990er Jahre eine Teufe (Tiefe) von etwa 1100 m. Neben Silber wurden in der Mine unter anderem auch Diaphorit, Freibergit, Galenit, Miargyrit, Pyrargyrit, Pyrit, Quatrandorit (früher: Andorit), Stephanit und Tetraedrit gefunden.
Im 19. Jahrhundert wurde eine Bahnlinie zum Minengelände geführt, möglicherweise die erste Bahnlinie Boliviens. Kurz nach 1900 hatte der Ort 20.000 Einwohner, davon 7000 Minenarbeiter. In den 1940er Jahren gab es mehrere Streiks sowie Versuche, Gewerkschaften zu gründen. Diese Bewegung wurde blutig niedergeschlagen. Die Wohnstätten der armen Bergarbeiter wurden durch Zäune von denen der Reichen getrennt. Die 1946 aufgestellten Thesen der aufständischen Arbeiter wurden in Bolivien weit verbreitet. 1952 wurde die Mine verstaatlicht. Bald danach war die Mine weitgehend ausgebeutet, sodass die Arbeiter den Ort verließen. Die wenigen, die verblieben, leben von der Landwirtschaft in einer nahezu verlassenen Geisterstadt.

## Verkehrsnetz
Pulacayo liegt in einer Entfernung von 188 Straßenkilometern südwestlich von Potosí, der Hauptstadt des Departamentos und etwa 19 km von Uyuni entfernt.
Von Potosí aus führt die Nationalstraße Ruta 5 über die Ortschaften Porco, Chaquilla, Yura und Ticatica nach Pulacayo und von dort weiter nach Uyuni.

## Bevölkerung
Die Einwohnerzahl der Ortschaft ist aufgrund des Niedergangs des Erzabbaus im Jahrzehnt vor der Jahrtausendwende stark zurückgegangen und seither wieder angestiegen:
| Jahr | Einwohner | Quelle       |
| ---- | --------- | ------------ |
| 1992 | 1 620     | Volkszählung |
| 2001 | 555       | Volkszählung |
| 2012 | 816       | Volkszählung |
| 2024 |           | Volkszählung |

Die Region weist einen deutlichen Anteil an Quechua-Bevölkerung auf, im Municipio Uyuni sprechen 43,4 Prozent der Bevölkerung Quechua.